# Adolphe d'Archiac
Étienne Jules Adolphe Desmier de Saint-Simon, vizconde d'Archiac (Reims, 24 de septiembre de 1802 - París, 24 de diciembre de 1868) fue un naturalista, paleontólogo y geólogo francés.
Fue a la escuela militar de S. Cyr, y sirvió 9 años como oficial hasta 1830. Antes de retirarse y dedicarse a la geología, publicó una novela romántica histórica.
Como geólogo describió desde 1835 las formaciones del Terciario y Cretácico en Francia, Bélgica e Inglaterra, basándose en la distribución de fósiles. Más tarde investigó las formaciones del Carbonífero, Devónico y Silúrico.
Su gran obra fue Histoire des Progrès de la Géologie de 1834 à 1859, publicada en 8 volúmenes (1847-1860). En 1853 se le concedió la Medalla Wollaston de la Geological Society of London. El mismo año, con Jules Haime (1824-1856), publicó un monográfico de las formaciones del Numulítico en India. En 1857 fue elegido miembro de la Academia de Ciencias Francesa, y en 1861 se le eligió profesor de paleontología del Muséum National d'Histoire Naturelle en París. Trabajos posteriores: Paléontologie Stratigraphique, 3 vol. (1864-1865); Géologie et paléontologie (1866); y contribuciones en Asie mineure de Pierre Alexandrowitsch de Tchihatcheff (1866). Víctima de una depresión clínica severa se suicidó tirándose al río Sena en la Nochebuena de 1868.
Fue elegido tres veces presidente de la Sociedad geológica de Francia, en 1844, 1849 y 1854.
- La abreviatura «D'Archiac» se emplea para indicar a Adolphe d'Archiac como autoridad en la descripción y clasificación científica de los vegetales.[1]